# Cacimba de Areia
Cacimba de Areia este un oraș în Paraíba (PB), Brazilia.